# Fantje, žoga, punce
Fantje, žoga, punce je sodobni roman s športno tematiko. Knjigo je napisal Goran Gluvić, prvič je izšla leta 2001 pri založbi Mladinska knjiga.

## Vsebina
Zgodba se je dogajala v mestu Brinje Glavni literarni lik Miran je učenec osmega razreda, ki je svoj čas posvečal košarki, njegovemu najljubšemu športu, kar pa ni bilo všeč njegovim staršem, saj športa nista marala. Svoj čas sta namenjala gledališču ter se s tem odtujila od svojega sina.
Skozi celotno zgodbo se je Miranu prikazoval lik moškega v podobi Pantaloneja. Šolski detektiv Zdravc je odkril, da je Pantalone (P. Kralj) lik iz gledališke predstave Commedia dell'Arte, v kateri je igrala tudi Miranova mater. Prisluškoval je njunemu pogovoru za garedrobni vrati, ki je narekoval na njuno skrivno, ljubezensko razmerje. 
Detektiv Zdravc in Miranovo dekle (Anja) sta omogočila gledališkim igralcem (med katerimi sta bila tudi Miranova mater in oče) ogled zaključne tekme kljub premieri igre. Tik pred začetom tekme je Miran med občinstvom zagledal svoje starše ter Pantaloneja (Petra Kralja v gledališkem kostumu). Miran se je med tekmo zgrudil na tla. Fizioterapevt je ugotovil, da je Miran pretiraval s treniranjem košarke ter malomarno skrbel za svoje telo, ki ni dobilo sestavin za obnovo mišic. Miran si je opomogel, skupaj z ekipo so si ogledali premiero igre v kateri sta Peter Kralj in Miranova mater odigrala ključen prizor zgodbe, ki sta ga vadila takrat, ko jima je prisluškoval detektiv Zdravc.

## Predstavitev literarnega lika
Miran je literarni lik, ki zaključuje osnovno šolo in mora čimbolje opraviti zaključne izpite, za vpis v srednjo šolo. Svoj čas pa ne namenja šoli temveč košarki, ki mu jo oče in mater odsvetujeta. Skozi zgodbo se srečuje z namišljenim likom Pantaloneja, ki si ga ne zna razlagati, saj mu ta pripoveduje o osnovah košarke. Miran predstavlja športnika, ki bi naredil vse, da bi bil v boljši telesni pripravljenosti in da bi na tekmah dosegal vrhunske rezultate. Ne skrbi pa za pravilno prehrano. Vsakodnevno trenira in izčrpava svoje telo, ne daje pa mu sestavin, ki jih mišice potrebujejo za obnovo ter razvoj. Skozi zgodbo se zaljubi v sošolko Anjo, s katero postaneta par.
)

## Analiza
Fantje, žoga, punce (2001) je mladinski roman s športnimi motivi. Ima preprost slog zato je roman primeren mlajše bralce.
V zgodbi nastopa veliko literarnih likov: Anja, Grega, Irena, Jaka, Jan, Miranova mater in oče, Pantalone, Pero, Staš, Tina, Vine, trener Vojtka, Zdravc, Žare, Žiga ter mnogi drugi. 
Zasnova zgodbe: Miranu se prične prikazovati lik Pantaloneja medtem ko razmišlja o košaraki. Vzrok njegovega prikazovanja so Miranovi starši, ki svoj čas posvečajo gledališču. Miran ne dobi dovolj pozornosti staršev, zato se mu posledično prikazuje lik Pantaloneja.
Zaplet zgodbe: Zdravc za garderobnimi vrati v gledališču prisluškuje pogovoru med gospodom Kraljem (Pantalonejem) in Miranovo materjo ter si pogovor napačno razlaga. Meni, da gre za skrivno ljubezensko razmerje med gledališkima igralcema.
Vrh zgodbe: zaključna tekma, ko se Miran zgrudi na tla od telesnih naporov. 
Razplet zgodbe: ob ogledu predstave, ko Miranova mater ter Pantalone odigrata prizor, kateremu je prisluškoval Zdravc, ki ni pomislil na to da vadita tekst.
Dogajanli čas je pomlad.
Dogajalni prostor je omejen na šolo, telovadnico, stanovanje ter gledališče v Brinju.